# 波止場 (映画)
『波止場』（はとば、On the Waterfront）は、1954年のアメリカ合衆国のドラマ映画。監督はエリア・カザン、出演はマーロン・ブランドとエヴァ・マリー・セイントなど。ニューヨークの港を舞台に、マフィアのボスに立ち向かう一人の港湾労働者の姿を描く。
1954年のアカデミー賞にて作品賞、監督賞、脚本賞、主演男優賞、助演女優賞など8部門を受賞した。

## ストーリー
テリーは元ボクサーだが、落ちぶれた今は波止場で荷役をする日雇い労働者であった。テリーがボクシング界を去ったのは、ギャングの一味でもある兄・チャーリーの指示で八百長に加担したためであったが、皮肉にも八百長相手のウィルソンはタイトルマッチに挑戦するほどのボクサーに成長していた。テリーはある日、地元のギャングであるジョニーの命令で、古い友人を呼び出し、結果的に殺人に関与してしまう。波止場を牛耳るジョニーが自分の立場を脅かす存在を次々と殺していくことに皆怯え、テリーも逆らえずにいた最中、彼は死んだ友人の妹イディに出会う。兄の死の真実を追求する彼女の姿に心動かされ、テリーは次第に、信念に基づき生きることに目覚めていく。その様子を知ったジョニーはチャーリーに、テリーを黙らせるよう指示する。チャーリーはテリーを説得するがテリーはそれを拒み、その結果チャーリーは殺害されてしまう。テリーは証言台に立つが、ギャングたちからの執拗な妨害工作で裏切り者のレッテルを張られたテリーには仕事もなく、労働者たちとも疎遠となる。テリーはついにジョニーを激しく罵倒し、ジョニーと殴り合いになる。ギャング団の介入でテリーは瀕死の重傷を負うが、テリーの熱意に心動かされた労働者たちはジョニーの遠吠えを無視し、朦朧としつつも立ち上がるテリーと共にそれぞれの仕事に向かって行く。

## キャスト
| 役名                   | 俳優                     | 日本語吹替  | 日本語吹替                                                                                           | 日本語吹替          |
| 役名                   | 俳優                     | NETテレビ版 | テレビ朝日版                                                                                         | PDDVD版             |
| ---------------------- | ------------------------ | ----------- | --- | ------------------- |
| テリー・マロイ         | マーロン・ブランド       | 井川比佐志  | 若本紀昭                                                                                             | 上戸大貴            |
| イディ・ドイル         | エヴァ・マリー・セイント | 野口ふみえ  | 高島雅羅                                                                                             | 朝日まゆ            |
| バリー神父             | カール・マルデン         | 島宇志夫    | 阪脩                                                                                                 | 天辺汰壱            |
| ジョニー・フレンドリー | リー・J・コッブ          | 富田耕生    | 富田耕生                                                                                             | 金成千洋            |
| チャーリー・マロイ     | ロッド・スタイガー       | 小林修      | 細井重之                                                                                             | 森江達也            |
| デュガン               | パット・ヘニング         |             | 池田勝                                                                                               |                     |
| グローバー             | リーフ・エリクソン       |             | |                     |
| ビッグマック           | J・ウェスターフィールド  |             | 伊井篤史                                                                                             | 金野優樹            |
| トラック               | トニー・ガレント         |             | 西村知道                                                                                             | 岩瀬和樹            |
| ティリオ               | タミ・マウリエッロ       |             | 亀井三郎                                                                                             | 水原ヒロト          |
| イディの父             | ジョン・F・ハミルトン    |             | | 尾上優樹            |
| モット                 | ジョン・ヘルダブランド   |             | |                     |
| ムース                 | ルディ・ボンド           |             | 広瀬正志                                                                                             |                     |
| ルーク                 | ドン・ブラックマン       |             | 島香裕                                                                                               |                     |
| ジミー                 | アーサー・キーガン       |             | |                     |
| バーニー               | エイブ・サイモン         |             | 島香裕                                                                                               |                     |
| ジレット               | マーティン・バルサム     |             | 大滝進矢                                                                                             |                     |
| 不明 その他            | N/A                      |             | 千葉順二 幹本雄之 坂口征平 大塚芳忠 竹口安芸子 野本礼三 さとうあい 小島敏彦 小野丈夫 大山高男 山口健 | 水谷英之 多喜山ハル |

- NETテレビ版：初回放送1970年4月26日『日曜洋画劇場』
- テレビ朝日版：初回放送1985年10月19日『ウィークエンドシアター』24:10-26:05
  - 演出：左近允洋、翻訳：額田やえ子、調整：高橋久義、効果：PAG、制作：グロービジョン

※日本語吹替は上記の他、マーロン・ブランドを青野武が担当したものと川合伸旺が担当したものが存在する。

## 主な受賞歴
- アメリカ映画の名セリフベスト100

第3位（テリーの「You don't understand! I coulda had class. I coulda been a contender. I could've been somebody, instead of a bum, which is what I am.」に対して）

### アカデミー賞
受賞
アカデミー作品賞
アカデミー監督賞:エリア・カザン
アカデミー主演男優賞:マーロン・ブランド
アカデミー助演女優賞:エヴァ・マリー・セイント
アカデミー脚本賞:バッド・シュールバーグ
アカデミー撮影賞 (白黒部門):ボリス・カウフマン
アカデミー美術監督賞 (白黒部門):リチャード・デイ
アカデミー編集賞:ジーン・ミルフォード
ノミネート
アカデミー助演男優賞:リー・J・コッブ、カール・マルデン、ロッド・スタイガー
アカデミードラマ・コメディ音楽賞:レナード・バーンスタイン

### 英国アカデミー賞
受賞
最優秀外国男優賞:マーロン・ブランド
ノミネート
総合作品賞
新人賞:エヴァ・マリー・セイント

### ゴールデングローブ賞
受賞
作品賞 (ドラマ部門)
監督賞:エリア・カザン
主演男優賞 (ドラマ部門):マーロン・ブランド
撮影賞 (白黒部門):ボリス・カウフマン

### ニューヨーク映画批評家協会賞
受賞
作品賞
監督賞:エリア・カザン
主演男優賞:マーロン・ブランド

## エピソード
- 撮影されていた当時、主演のマーロン・ブランドは毎日午後4時頃になると、いつも撮影現場からいなくなっていた。実はこの頃ブランドは母を亡くし、精神的にも非常に不安定な状態だったため、精神医に通っていた。